# Џуцу (Наруто)
У аниме и манга серији Наруто, џуцу (јап. 術 — „техника“ или „вештина") јесте главни израз који обухвата технику коју би могао да употреби нинџа, али не и просечан човек. Џуцуи се често ослањају на манипулацију чакре разним методама, а главну улогу имају печати на рукама. Печати на рукама се састоје од комбинације 12 животињских симбола који потичу из кинеског зодијака.
До сада је откривено неколико стотина различитих џуцуа чија имена зависе од медија на којима се појаве. Енглеска верзија Наруто манге и анимеа користе различита имена за џуцуе, а то обично не одговара дословном преводу јапанских имена неких џуцуа.

## Основне информације
Џуцуи су подељени у три категорије: генџуцу, нинџуцу и таиџуцу. Нинџуцуи такође имају две поткатегорије: џуцу печаћења и џуцу проклетог печата, а то су џуцуи које се употребљавају за стварање печата за разне циљеве. Зависно од тешкоће или вештини потребној за извођење џуцуа, они се различито класификују и рангирају. Постоји укупно шест рангова, уз два информативна ранга за посебне околности.
Виши ранг џуцуа не мора да значи да је он ефикаснији од неког ниже рангираног, него само да је теже изводити га правилно. Просечна ефективност било којег џуцуа већином је базирана на јединственим способностима корисника. Два информативна ранга су тајни џуцу и кинџуцу (禁術 — „забрањена техника"). Тајни џуцу је џуцу који се у једном клану преноси с генерације у генерацију.
Ови џуцуи се не рангирају јер их нико изван клана не може извести. Кинџуцу, с друге стране, често спада међу шест главних рангова, али посебна је врста јер обухвата џуцуе који су забрањени за извођење. Техника се може сврстати у кинџуцу ако своме кориснику наноси велику штету или ако је мрачне или црне природе. Такве технике употребљава Орочимару.
Шест главних рангова су: 
- Е -ранг: ниво академских студената;
- Д -ранг: ниво генина;
- Ц -ранг: ниво чунина;
- Б -ранг: ниво џонина;
- А -ранг: ниво Кагеа или џонина;
- С -ранг: тајна, екстремни ниво.